# عموزاده دهاتی ما
عموزادهٔ دهاتی ما (انگلیسی: Our Country Cousin) یک فیلم کوتاه کمدی به کارگردانی دل هندرسون است که در سال ۱۹۱۴ منتشر شد.

## گزیدهٔ بازیگران
- راسکو آرباکل
- چارلی چیس
- ادگار کندی
- اَل سنت جان
- روبی میلر